# Francesco Lacelli
Francesco Lacelli (Casale Monferrato, 25 febbraio 1924 – Orbassano, 15 agosto 2014) è stato un calciatore italiano, di ruolo attaccante.

## Carriera
Iniziò a giocare nell'Alessandria, con cui nella stagione 1942-1943 segnò 7 gol in 12 presenze in Serie B. Rimase in squadra anche nella stagione 1943-1944, durante la quale la sua squadra partecipò al Campionato Alta Italia; Lacelli scese in campo in 3 delle 18 partite disputate dai grigi, in una delle quali come portiere, data l'assenza dei titolari in quel ruolo.
Militò successivamente nel Derthona e per un biennio nella Trinese, che dopo due stagioni in Serie C (25 presenze e 8 gol nella stagione 1946-1947 e 18 presenze senza reti nella stagione successiva) lo cedette nel 1948 al Monteponi in Promozione (il massimo livello dilettantistico dell'epoca), dove rimase fino al 1950; infine, nella stagione 1951-1952 ha giocato in Prima Divisione con la Castelnovese.